# D.A.D. Draws a Circle
D.A.D. Draws a Circle è il secondo album, pubblicato nel 1987, del gruppo musicale hard rock D-A-D. 

## Tracce
1. Isn't That Wild
2. A Horse With No Name (cover degli America)
3. Mighty, Mighty High
4. I Won't Cut My Hair
5. Black Crickets
6. There's A Ship
7. God's Favourite
8. 10 Knots
9. Ride My Train
10. I'd Rather Live Than Die
11. Up, Up Over The Mountain Top (Reissue Bonus Track)
12. Sad, Sad X-Mas (Reissue Bonus Track)

## Formazione
- Jesper Binzer - voce, chitarra
- Jacob Binzer - chitarra
- Stig Pedersen - basso
- Peter Lundholm Jensen - batteria